# دستور زبان عشق
دستور زبان عشق کتابی از گزیدهٔ اشعار قیصر امین‌پور است.

## جوایز
این کتاب برگزیدهٔ بیست و ششمین دورهٔ کتاب سال ایران و دومین دورهٔ کتاب فصل شد.